# سولفیت

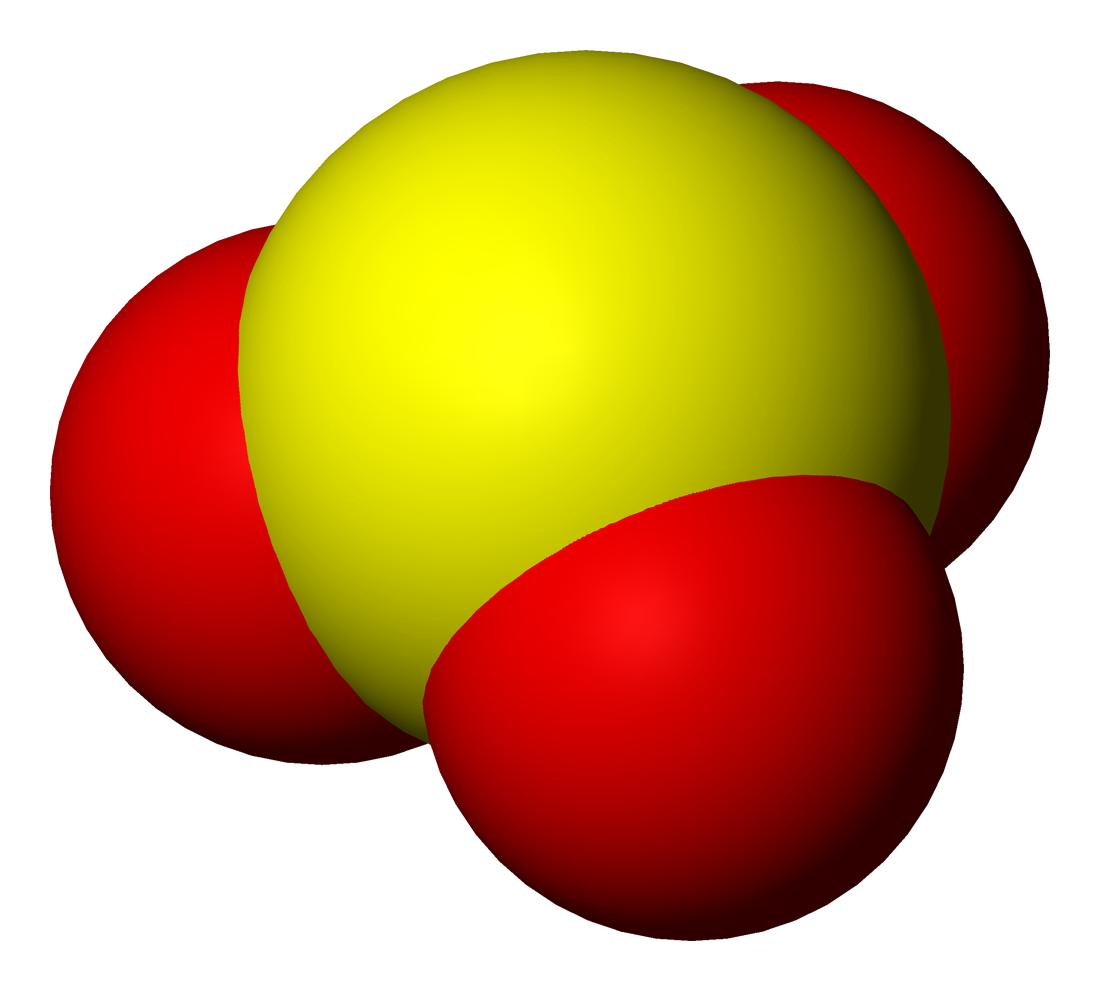
یک مدل فضاپرکن از آنیون سولفیت.

سولفیت ها(به انگلیسی: Sulfites or sulphites) ترکیباتی هستند که حاوی یون سولفیت (یا یون سولفات (IV)، از نام صحیح سیستماتیک آن) با فرمول شیمیایی SO2−
3 بوده و اسید مزدوج بی‌سولفیت می باشند. اگرچه اسید آن (سولفورو اسید) ناپایدار است،  لیکن نمک‌های آن به‌طور گسترده مورد استفاده قرار می گیرد.
سولفیت ها موادی هستند که به‌طور طبیعی در برخی غذاها و بدن انسان یافت می شوند. آنها همچنین به عنوان مواد افزودنی غذایی در صنایع غذایی کاربرد دارند.

## ساختار

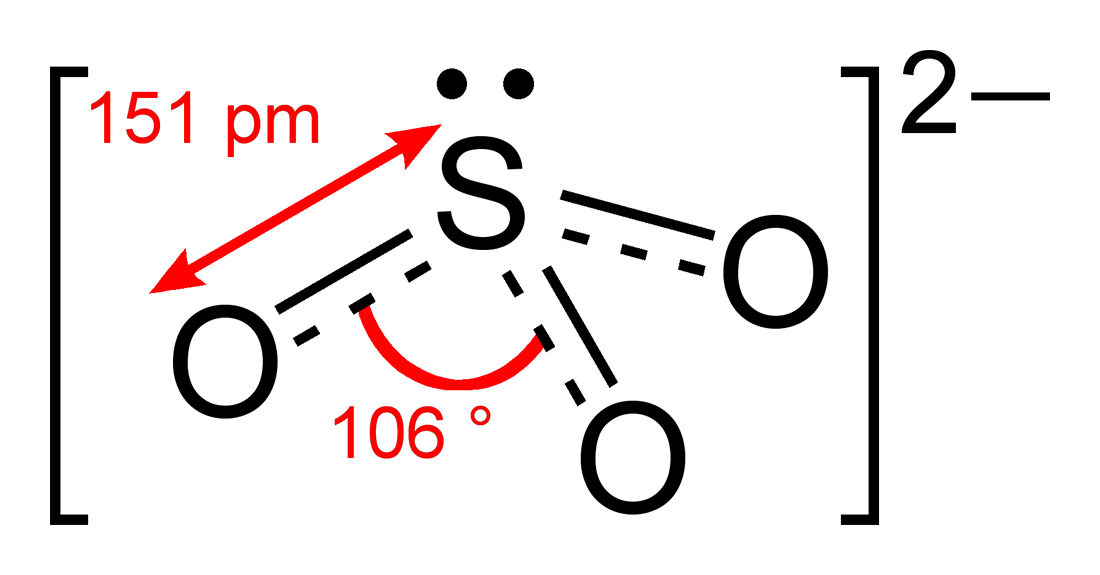
ساختار آنیون سولفیت

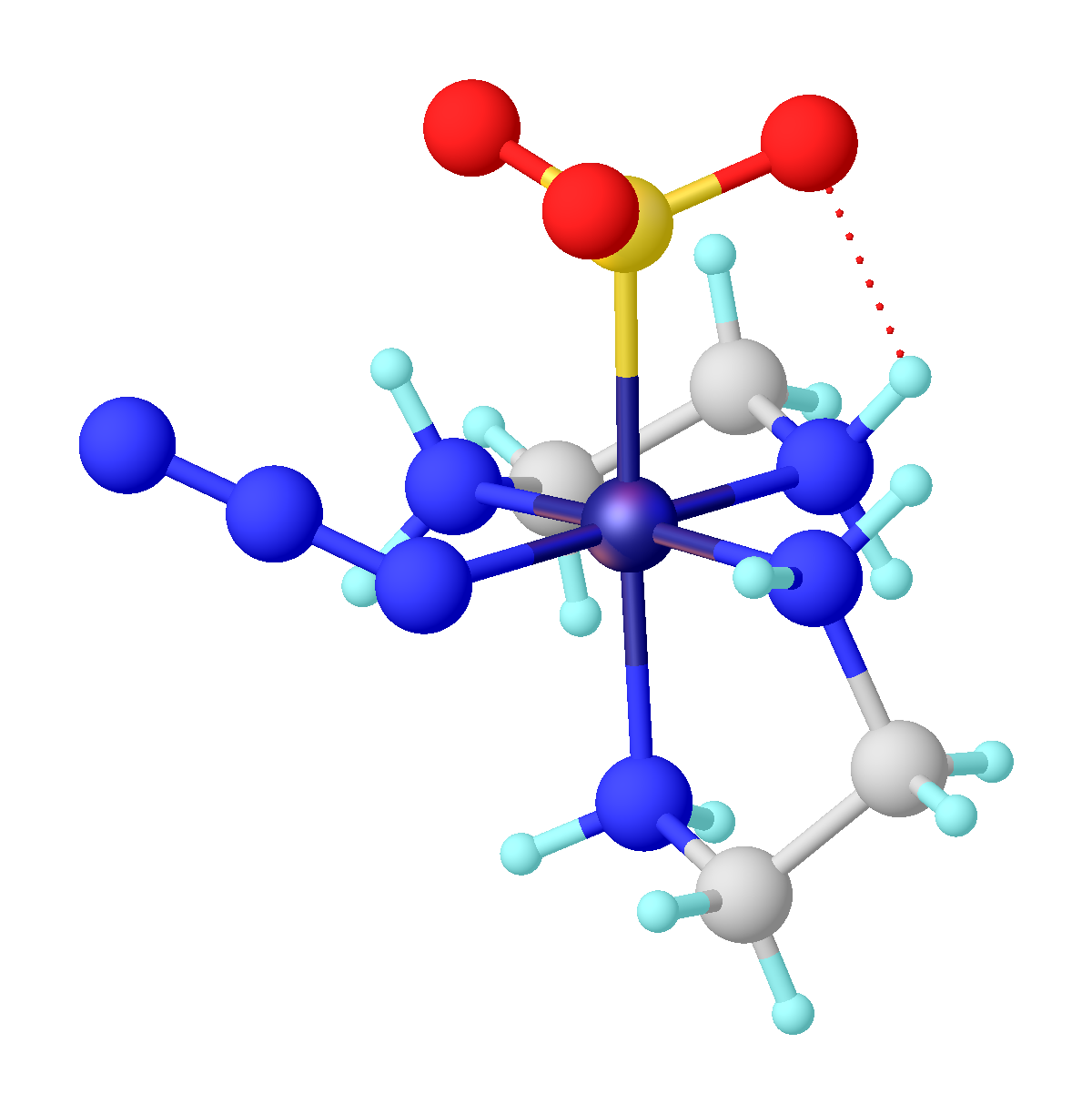
سولفیت در کمپلکس‌های شیمیایی نقش لیگاند را ایفا می کنند. ساختار Co(ethylenediamine)_{2}(SO_{3})N_{3}.

ساختار آنیون سولفیت را می توان با سه ساختار رزونانس معادل توصیف کرد. در هر ساختار رزونانس، اتم گوگرد با یک پیوند دوگانه به یک اتم اکسیژن با بار قراردادی صفر (خنثی) متصل می شود و با دو اتم اکسیژن دیگر، که هر یک بار قراردادی 1− دارند با پیوند یگانه متصل شده است، این دو اتم اکسیژن در کنار هم  بار 2− را به وجود می آورند که بار کل یون می باشد. همچنین اتم گوگرد یک جفت الکترون غیرپیوندی دارد، بنابراین ساختار پیش بینی شده طبق نظریه دافعه زوج الکترون لایه ظرفیتی به شکل  هرمی با قاعده مثلثی خواهد بود، همانند مولکول آمونیاک (NH 3). در ساختار رزونانس هیبریدی این آنیون، مرتبه پیوند های S−O، یک و یک سوم می باشد.

## کاربردهای تجاری
از سولفیت ها به عنوان نگهدارنده یا تقویت کننده مواد غذایی استفاده می شود. آنها ممکن است به اشکال مختلفی از جمله:
- گوگرد دی‌اکسید ، که یک سولفیت نیست ، اما یک اکسید شیمیایی مشابه است.
- پتاسیم بی‌سولفیت یا پتاسیم متابی‌سولفیت
- سدیم بی‌سولفیت ، سدیم متابی‌سولفیت یا سدیم سولفیت

### اعداد E
عدد E برای سولفیتها به عنوان افزودنی مواد غذایی عبارتند از: 
| E220 | دی اکسید گوگرد                      |
| E221 | سولفیت سدیم                         |
| E222 | بیسولفیت سدیم (سولفیت هیدروژن سدیم) |
| E223 | متابیزولفیت سدیم                    |
| E224 | متابولیت سولفات پتاسیم              |
| E225 | سولفیت پتاسیم                       |
| E226 | سولفیت کلسیم                        |
| E227 | سولفیت هیدروژن کلسیم ( نگهدارنده )  |
| E228 | سولفیت هیدروژن پتاسیم               |

## نکات سلامتی
سولفیت‌ها در ردهٔ ۹ مادهٔ حساسیت زای خوراکی قرار دارد. مادهٔ خوراکی دارای سولفیت چند دقیقه پس از خوردن می‌تواند برای فرد مشکلاتی در تنفس ایجاد کند افرادی که آسم دارند یا کسانی که به سالیسیلات (یا آسپرین) حساسیت دارند در معرض خطر بیشتری قرار دارند. آنافیلاکسی یا آسیب‌های مرگ‌آور کمتر دیده شده‌است. دیگر نشانه‌های حساسیت عبارتند از عطسه، کهیر، میگرن و ورم گلو.

## حساسیت به سولفیت
سازمان غذا و داروی آمریکا  سولفیت ها را « به طور کلی سالم و ایمن » در نظر گرفته اند اما اغلب دارای سطح عدم تولرانس متوسط تا شدید را نسبت به سولفیت ها از خود نشان می دهند.
موسسه  ی تحقیقاتی علوم کشاورزی و غذای  دانشگاه فلوریدا   عنوان کرده اند که حساسیت سولفیت می تواند   در هر  برهه از دوره ی حیات انسان روی دهد.
عدم تولرانس به سولفیت ها  اغلب باعث  برخی علائم و اختلال های پوستی،  قلبی عروقی ، ریوی و گوارشی می شود. با توجه به گزارش های ارائه شده  از عوارض جانبی آنها ، FDA مقرراتی را در رابطه با مصرف سولفیت ها وضع کرده  است .
لیبل  های غذایی باید وجود  سولفیت ها را هشدار داده و اگر محصولی حاوی سولفیت است باید  سطح قابل تشخیص آن بر روی محصول درج شود و به صورت 10 جزء به ازای هر میلی  و یا بیشتر درج شود.

### علائم
علائم حساسیت به سولفیت  معمولا 15 تا 30 دقیقه  بعد از مصرف سولفیت  موجود در شراب بروز می کند. اغلب واکنش های روی داده به سولفیت ها خفیف می باشد .
سردرد  بعد از نوشیدن مشروب های حاوی سولفیت از جمله  معمول ترین علائم  می باشد . از سایر نشانه ها  می توان به خارش ، تحریک پوستی  ،کهیر ، تهوع ، درد های معدی ، اسهال ، سرفه  و دشواری در تنفس اشاره کرد.
برخی افراد دارای حساسیت به سولفیت  درد مفصل را نیز تجربه می کنند.  اما برای تشخیص ارتباط قطعی بین درد مفصل  با سولفیت ،  طبق عقیده ی تغذیه شناس Nicolette Pace  ، تحقیق های بیشتری  لازم است .